# بافور جيان
بافور جيان Baffour Gyan (بالإنجليزية: Baffour Gyan)‏، من مواليد 2 يوليو 1980 في غانا، لاعب كرة قدم غاني.
و قد لعب سابقا مع نادي دينامو موسكو الروسي ونادي سلوفان ليبريتش التشيكي، وهو يلعب حاليا مع نادي ساتورن موسكو أوبلاست الروسي.
و هو يلعب مع منتخب غانا لكرة القدم.

## روابط خارجية
- بافور جيان على موقع قاعدة بيانات كرة القدم.إي يو (الإنجليزية)
- بافور جيان على موقع ناشيونال فوتبول تيمز (الإنجليزية)
- بافور جيان على موقع Soccerbase.com (لاعب) (الإنجليزية)
- بافور جيان على موقع Soccerway.com (الإنجليزية)
- بافور جيان على موقع عالم كرة القدم.نت (الإنجليزية)
- بافور جيان على موقع أوليمبيديا (الإنجليزية)